# Endotelinski receptor tip B
Endotelinski receptor tip B, ili  je protein koji je kod ljudi kodiran  genom.

## Funkcija
Endotelinski receptor tip B je G protein spregnuti receptor koji aktivira sistem fosfatidilinozitol-kalcijumskih sekundarnih glasnika. Njegov ligand, endotelin, se sastoji od familije sa tri potentna vazoaktivna peptida: ET1, ET2, i ET3. Splajsna varijanta, imenovana SVR, je poznata; sekvenca ETB-SVR receptora je identična sa ETRB izuzev intracelularnog C-terminalnog domena. Dok obe splajsne varijante vezuju ET1, one imaju različite response nakon vezivana, što sugerira da one različito funkcionišu.

## Literatura
1. ↑  Cyr C, Huebner K, Druck T, Kris R (1991). „Cloning and chromosomal localization of a human endothelin ETA receptor”. Biochem. Biophys. Res. Commun. 181 (1): 184—90. PMID 1659806. doi:10.1016/S0006-291X(05)81399-3.
2. ↑  „Entrez Gene: EDNRB endothelin receptor type B”.

## Dodatna literatura
- Hofstra RM, Osinga J, Buys CH (1998). „Mutations in Hirschsprung disease: when does a mutation contribute to the phenotype.”. Eur. J. Hum. Genet. 5 (4): 180—5. PMID 9359036.
- Haendler B, Hechler U, Schleuning WD (1993). „Molecular cloning of human endothelin (ET) receptors ETA and ETB.”. J. Cardiovasc. Pharmacol. 20 Suppl 12: S1—4. PMID 1282938.
- Arai H; Nakao K; Hosoda K (1993). „[Molecular cloning of human endothelin receptors and their expression in vascular endothelial cells and smooth muscle cells]”. Jpn. Circ. J. 56 Suppl 5: 1303—7. PMID 1291713.
- Ogawa Y; Nakao K; Arai H (1991). „Molecular cloning of a non-isopeptide-selective human endothelin receptor.”. Biochem. Biophys. Res. Commun. 178 (1): 248—55. PMID 1648908. doi:10.1016/0006-291X(91)91806-N.
- Cyr C, Huebner K, Druck T, Kris R (1992). „Cloning and chromosomal localization of a human endothelin ETA receptor.”. Biochem. Biophys. Res. Commun. 181 (1): 184—90. PMID 1659806. doi:10.1016/S0006-291X(05)81399-3.
- Nakamuta M; Takayanagi R; Sakai Y (1991). „Cloning and sequence analysis of a cDNA encoding human non-selective type of endothelin receptor.”. Biochem. Biophys. Res. Commun. 177 (1): 34—9. PMID 1710450. doi:10.1016/0006-291X(91)91944-8.
- Sakamoto A; Yanagisawa M; Sakurai T (1991). „Cloning and functional expression of human cDNA for the ETB endothelin receptor.”. Biochem. Biophys. Res. Commun. 178 (2): 656—63. PMID 1713452. doi:10.1016/0006-291X(91)90158-4.
- Vane J (1991). „Endothelins come home to roost.”. Nature. 348 (6303): 673. PMID 2175394. doi:10.1038/348673a0.
- Puffenberger EG; Kauffman ER; Bolk S (1995). „Identity-by-descent and association mapping of a recessive gene for Hirschsprung disease on human chromosome 13q22.”. Hum. Mol. Genet. 3 (8): 1217—25. PMID 7987295. doi:10.1093/hmg/3.8.1217.
- Puffenberger EG; Hosoda K; Washington SS (1995). „A missense mutation of the endothelin-B receptor gene in multigenic Hirschsprung's disease.”. Cell. 79 (7): 1257—66. PMID 8001158. doi:10.1016/0092-8674(94)90016-7.
- Baynash AG; Hosoda K; Giaid A (1995). „Interaction of endothelin-3 with endothelin-B receptor is essential for development of epidermal melanocytes and enteric neurons.”. Cell. 79 (7): 1277—85. PMID 8001160. doi:10.1016/0092-8674(94)90018-3.
- Arai H; Nakao K; Takaya K (1993). „The human endothelin-B receptor gene. Structural organization and chromosomal assignment.”. J. Biol. Chem. 268 (5): 3463—70. PMID 8429023.
- Elshourbagy NA; Korman DR; Wu HL (1993). „Molecular characterization and regulation of the human endothelin receptors.”. J. Biol. Chem. 268 (6): 3873—9. PMID 8440682.
- Hofstra RM; Osinga J; Tan-Sindhunata G (1996). „A homozygous mutation in the endothelin-3 gene associated with a combined Waardenburg type 2 and Hirschsprung phenotype (Shah-Waardenburg syndrome).”. Nat. Genet. 12 (4): 445—7. PMID 8630503. doi:10.1038/ng0496-445.
- Attié T; Till M; Pelet A (1996). „Mutation of the endothelin-receptor B gene in Waardenburg-Hirschsprung disease.”. Hum. Mol. Genet. 4 (12): 2407—9. PMID 8634719. doi:10.1093/hmg/4.12.2407.
- Elshourbagy NA; Adamou JE; Gagnon AW (1996). „Molecular characterization of a novel human endothelin receptor splice variant.”. J. Biol. Chem. 271 (41): 25300—7. PMID 8810293. doi:10.1074/jbc.271.41.25300.
- Kusafuka T, Wang Y, Puri P (1997). „Novel mutations of the endothelin-B receptor gene in isolated patients with Hirschsprung's disease.”. Hum. Mol. Genet. 5 (3): 347—9. PMID 8852658. doi:10.1093/hmg/5.3.347.
- Auricchio A, Casari G, Staiano A, Ballabio A (1997). „Endothelin-B receptor mutations in patients with isolated Hirschsprung disease from a non-inbred population.”. Hum. Mol. Genet. 5 (3): 351—4. PMID 8852659. doi:10.1093/hmg/5.3.351.
- Amiel J; Attié T; Jan D (1997). „Heterozygous endothelin receptor B (EDNRB) mutations in isolated Hirschsprung disease.”. Hum. Mol. Genet. 5 (3): 355—7. PMID 8852660. doi:10.1093/hmg/5.3.355.
- Freedman NJ; Ament AS; Oppermann M (1997). „Phosphorylation and desensitization of human endothelin A and B receptors. Evidence for G protein-coupled receptor kinase specificity.”. J. Biol. Chem. 272 (28): 17734—43. PMID 9211925. doi:10.1074/jbc.272.28.17734.

## Spoljašnje veze
- „Endothelin Receptors:  ETB”. IUPHAR Database of Receptors and Ion Channels. International Union of Basic and Clinical Pharmacology. Архивирано из оригинала 25. 10. 2021. г.